# 趙碩之
趙碩之（英語：Wylie Chiu，1987年11月18日—），香港女演員、模特兒及節目主持人，原名趙蔚欣，為前邵氏兄弟旗下藝人兼無綫電視基本藝人合約藝員。

## 背景
趙碩之父親是工程師，母親是家庭主婦。她曾就讀於香港銅鑼灣聖保祿學校（幼兒園、小學及中學），畢業於香港專業教育學院時裝商務高級文憑課程。她在學生時代是各球類、田徑運動、劍擊及游泳的校隊選手代表，曾參與多項學界內外的比賽及爭取名次，亦曾在香港南華體育會劍擊部接受兩年培訓，並把劍擊運動帶到學校，為其中學開辦了第一屆校內劍擊隊。
2006年，趙碩之開始成為活躍模特兒且為拍攝各大品牌的平面廣告，及後被經理人 Angus 發掘提攜入行，簽約了林建明旗下的大名娛樂有限公司。2008年，她首次擔演無綫電視青春偶像劇《盛裝舞步愛作戰》，而正式以演員身份出道；同時在書展推出首本泳裝寫真《Wylie Summer 趙碩之·夏》，三年後也於上海拍攝了第二本寫真集《A Story Behind Wylie》，及後參與演出過多部電影。2011年，她為中國潛水雜誌到馬來西亞詩巴丹拍攝封面及專題內容，並考取了潛水執照，更受邀為Now觀星台主持一連八集的旅遊節目《水世界· 自然美》，宣傳海洋保育。
2012年，趙碩之首次演出舞台劇《風之后》且擔任女主角。憑其熱愛運動及海洋的健康形象，飾演滑浪風帆奧運金牌得主李麗珊。除了演戲，她還以舊曲新詞演繹了許冠傑的十多首經典金曲，向歌影視三棲藝人方向發展。2013年，她與原屬經紀人公司約滿而恢復自由身，隨後在結集中港韓三地演員演出的電影《冬戀望日》中擔任主角之一。該片曾於康城電影節參展及入圍美國拉斯維加斯電影節角逐「外國故事片」的獎項，但因為行政問題該片未能在香港上映。
2014年，趙碩之簽約拾月堂的姊妹公司拾星堂，2015年拍攝了LeTV 的《天才在左，疯子在右》，饰演瘋人院中的俏皮護士。2016年，她再參與由鄧特希監製之電視劇集《隱世者們》，在劇中一人分飾兩角：被判死刑的幫派頭目及其改造人。2017年，她拍攝內地電影《守护者》，以中國風女殺手形象參與了英國電視台 Sky One 劇集《史丹李的幸運兒》（Stan Lee's Lucky Man）第三季的香港拍攝部份。2018年，她獲荷里活班底挑選成為女主角，首次與美國主創及拍攝團隊合作, 於上海拍攝網絡電影《戰鬥天使》；該作品由美國導演及製片人Jonathan Winfrey監製、美國攝影指導Garret Griffin、留美導演王天煒合作拍攝。
2019年，趙碩之主演電影《母夜叉》及喜劇《彩宝奇兵》，《彩宝奇兵》乃是其首部有份參與編劇的院線電影作品。同年9月，她跟邵氏兄弟及無綫電視簽約，成為旗下藝人。

## 演出作品

### 電影
| 首映   | 電影名                       | 角色         |
| 2008年 | 愛到發燒                     | 阿櫻         |
| 2009年 | 死神傻了                     | Marietta     |
| 2009年 | 關人7事                      | Wylie        |
| 2012年 | 魕                           |              |
| 2012年 | 一路向西                     | Susan        |
| 2012年 | 我老婆唔夠秤II：我老公唔生性 | Joey         |
| 2013年 | 冬戀望日                     | Snow         |
| 2014年 | 大話天仙                     | 少女         |
| 2014年 | 醜男大翻身                   | Eva          |
| 2015年 | 12金鴨                       |              |
| 2015年 | 色模                         | 小美         |
| 2016年 | 惡人谷                       | 夜總會模特兒 |
| 2016年 | 選老頂                       | 神爺秘書     |
| 2016年 | 我老婆係明星                 | 便利店店員   |
| 2017年 | 毒。誡                       | 大撈家女友   |
| 2017年 | 神秘寶藏                     |              |
| 2018年 | 寵我                         |              |
| 2019年 | 家和萬事驚                   | 性感少婦     |
| 2020年 | 母夜叉                       | 羅麗娜       |
| 未上映 | 彩宝奇兵                     |              |
| 未上映 | 守護者                       |              |
| 網絡   |                              |              |
| 2017年 | 愛上女蒲團3 終章             | 瀟瀟         |
| 2018年 | 夜伴情人                     | 向晴         |
| 2019年 | 戰鬥天使（原名：魔域戰境）   | 石安娜       |
| 未上映 | 我的浪漫老千時代             | 蘭姐         |
| 微電影 |                              |              |
| 2015年 | Love is Everywhere（法國）   |              |

### 電視劇
| 首播                    | 劇名                     | 角色                           |
| 無綫電視                |                          |                                |
| 2008年                  | 盛裝舞步愛作戰           | Boy                            |
| 2009年                  | 絕代商驕                 | 雪                             |
| 2020年                  | 愛·回家之開心速遞        | 楊超芝（第779集）              |
| 2020年                  | 踩過界II                 | 姚敏（Camy）                   |
| 2023年                  | 一舞傾城                 | 馬玉媚                         |
| 亞洲電視                |                          |                                |
| 2011年                  | 親密損友                 | 江若寧                         |
| 樂視                    |                          |                                |
| 2015年                  | 天才在左，疯子在右       | 靜兒                           |
| 港台電視31、31A         |                          |                                |
| 2015年                  | 回到未來錢               | 振雄女朋友（單元《好心失手》） |
| 2016年                  | 私隱何價II               | Winnie Cheung                  |
| Astro華麗台、myTV SUPER |                          |                                |
| 2016年                  | 隱世者們                 | 貝夢                           |
| 2016年                  | 隱世者們                 | 施玉玲                         |
| ViuTV                   |                          |                                |
| 2017年                  | 詭探                     | 私家偵探                       |
| SKY ONE（英國）         |                          |                                |
| 2018年                  | 史丹李的幸運兒（第三季） | 殺手                           |

### 電視節目
| 首播           | 節目名       | 備註                   |
| 亞洲電視       |              |                        |
| 2010年         | 上海好味道   | 與黃麗梅及羅霖合作主持 |
| Now觀星台      |              |                        |
| 2011年         | 水世界自然美 | 個人主持               |
| 香港旅遊發展局 |              |                        |
| 2017年         | 旅遊者們     | 個人主持               |

### 舞台劇
- 2012年9月7 - 9日：《風之 （页面存档备份，存于）》 飾 李麗珊

### 廣告
| 年份   | 內容                        | 備註       |
| ？     | 新世界 Music Contact        |            |
| 2006年 | 恒生銀行                    |            |
| ？     | 渣打銀行                    |            |
| ？     | 佳潔士（香港）              | 平面       |
| ？     | 沙宣                        | 電視       |
| ？     | 日本賓得士 Optio S10 照相機 |            |
| ？     | 索尼（香港）Cybershot 相機  |            |
| 2008年 | 赤壁 Online                 | 電視、平面 |
| 2009年 | Pink Magic                  |            |
| 2010年 | 儷凝美聚                    | 平面       |

## 書籍

### 寫真集
| 日期          | 書名                   | 備註                             |
| 2008年7月25日 | Wylie Summer 趙碩之·夏 | 星島出版、ISBN 978-9626-727-263  |
| 2011年7月22日 | A Story Behind Wylie   | 大名娛樂、ISBN 978-988-15466-1-6 |